# ティンビエン
ティンビエン（ベトナム語：Thị xã Tịnh Biên / 市社靜邊?）はベトナムのアンザン省にある町である。面積は354.73km²、人口は108,562人（2019年）である。

## 行政区画
7坊7社から構成される。
- アンフー坊（An Phú / 安富）
- チーラン坊（Chi Lăng / 枝陵）
- ニャーバン坊（Nhà Bàng / 茹龐）
- ニョンフン坊（Nhơn Hưng / 仁興）
- ヌイヴォイ坊（Núi Voi / 𡶀為）
- トイソン坊（Thới Sơn / 泰山）
- ティンビエン坊（Tịnh Biên / 靜邊）
- アンクー社（An Cư / 安居）
- アンハオ社（An Hảo / 安好）
- アンノン社（An Nông / 安農）
- タンラップ社（Tân Lập / 新立）
- タンロイ社（Tân Lợi / 新利）
- ヴァンザオ社（Văn Giáo / 文教）
- ヴィンチュン社（Vĩnh Trung / 永中）